# 金一葉
金 一葉（キム・イリョプ、朝鮮語: 김일엽、1896年4月28日 - 1971年2月1日）は、日本統治時代の朝鮮と大韓民国の詩人、作家、フェミニスト活動家、自由恋愛主義者、仏教の僧侶。俗名金 元周（キム・ウォンジュ）、 仏教名は荷葉、道號白蓮道葉、異名は源珠。1970年代の韓国の現代歌曲「修徳寺の尼僧」のモデルとなった。

## 生涯
1896年、平安南道龍岡郡にキリスト教牧師の長女として生まれた。母親は教育熱心だった。家庭は貧しく、幼い弟妹の世話をしながら学校に通ったが、早くに4人の弟妹を失った。1907年、12歳で自由詩「妹の死」を発表した。14歳のときに母が亡くなった。梨花学堂中学科に入学し、卒業の頃、17歳のときに父が亡くなった。母方の祖母の援助を得て、1916年に梨花学堂大学部予科を卒業した。梨花学堂での学生時代、財産家の青年と婚約したが、相手から一方的に断られた。大同門婦人病院で看護員の講習を受けて資格を取得した。
1919年から一年間、東京英和学校に留学し、1920年に帰国した。帰国後、延禧専門学校の教授、李魯翊（イ・ノイク）と結婚した。李魯翊は一葉より二十歳ほど年上の財産家だった。
1920年3月、夫の李魯翊と梨花学堂の後援により月刊誌『新女子』（シンニョジャ）を創刊し、主幹をつとめた。『新女子』は女性の手で運営された朝鮮最初の雑誌だった。羅蕙錫や金明淳が寄稿し、一葉自身も小説や詩、評論を発表した。自らを「新女子」と称した「新女子宣言」は第2号に掲載された。李魯翊との離婚によって経済的支援が受けられなくなり、『新女子』は同年6月の第4号で廃刊となった。
封建的な結婚制度と貞操観を拒否する「自由恋愛論」や「新貞操論」を提唱し、女性啓蒙運動を展開して反響を呼んだ。女性の服飾改革に関心を持ち、当時の女性たちの日常着だったチマチョゴリの欠点について東亜日報紙上で意見を述べたことがきっかけで羅蕙錫との間で論争になった。
日本への再留学中の1921年に日本人男性太田清蔵と出会い、1922年に男子が生まれた。太田の両親が反対したことと、一葉が日本人との結婚にためらいを感じたことから、二人は結婚しなかった。一葉は子供を太田に渡して帰国した。
ドイツで哲学を勉強し帰国した青年と恋愛関係になったが、青年が金剛山で修道生活に入ることになり別れた。これを機に一葉自身が仏教への興味を深めていった。1927年には韓龍雲とともに月刊誌『仏教』の主要な寄稿者となった。
1933年、出家して修徳寺の尼僧となった。尼僧となってから女性観は一転し、女性解放思想からは離れた。
1971年に76歳で死去した。

### ペンネームの由来
「一葉」は樋口一葉に由来する。友人の手紙を代筆したところ、受け取り手の李光洙がその文章に感心し、金一葉が生まれた1896年に樋口一葉が亡くなっていることから、朝鮮の樋口一葉になるようにと名付けられた。

## 主な作品
- 『青春を燃やして』ムンソンカク、1962年[15]
- 『未来世が尽き終わるまで』上下、人物研究所、1974年[15]
- 『修徳寺の夕焼』ボムサ、1977年[15]
- 『ある修道者の回想』[4]

## 家族
息子・金泰伸
（キム・タイシン、1922年3月7日-2014年12月25日）日本名は太田雪村、本名は太田福城、雅号は日堂。1922年3月7日、父・太田清蔵と母・金一葉の間に東京で生まれた。三歳の時、母の郷里である韓国に渡り小学校を卒業した。1936年、東洋画家の以堂・金殷鎬（イダン・キム・ウンホ、1892年-1979年）の門下に入った。1941年、旧制帝国美術学校に入学、東洋画を専攻し、1944年に卒業した。1960年、東京・西武百貨店で初の個展を開催した。1988年7月に出家した。2010年、第一回国際芸術文化勲章を受賞した。2014年12月25日に享年93歳で死去した。

## 関連文献
- 金泰伸（太田雪村）、福富祥雲『お母さんと呼ぶな 朝鮮人を母に持つ太田道灌の嫡孫の数奇な人生 上巻』デザインエッグ社、2019年。ISBN 978-4815014018。
- 金泰伸（太田雪村）、福富祥雲『お母さんと呼ぶな 朝鮮人を母に持つ太田道灌の嫡孫の数奇な人生 下巻』デザインエッグ社、2019年。ISBN 978-4815014001。